# Esquerchin
Esquerchin és un municipi francès, situat a la regió dels Alts de França, al departament del Nord. L'any 2006 tenia 809 habitants. Limita al nord-est amb Lauwin-Planque, al sud-est amb Cuincy, al sud-oest amb Quiéry-la-Motte, a l'oest amb Hénin-Beaumont i al nord-oest amb Noyelles-Godault, Courcelles-lès-Lens i Flers-en-Escrebieux.

## Demografia
| 1962                                       | 1968 | 1975 | 1982 | 1990 | 1999 | 2006 |
| ------------------------------------------ | ---- | ---- | ---- | ---- | ---- | ---- |
| 749                                        | 800  | 751  | 714  | 739  | 723  | 809  |
| Des de 1962: població sense dobles comptes |      |      |      |      |      |      |

## Administració
| Període | Identitat   | Partit |
| ------- | ----------- | ------ |
| 2001-   | René Ledieu |        |